# 68 Leto
Leto /ˈlɛtoʊ/ (định danh hành tinh vi hình: 68 Leto) là một tiểu hành tinh lớn ở vành đai chính quay quanh Mặt Trời với chu kỳ 4,64 năm. Nó thuộc kiểu quang phổ S. Nó được nhà thiên văn học người Đức Robert Luther phát hiện ngày 29 tháng 4 năm 1861, và được đặt theo tên Leto, mẹ của Apollo và Artemis trong thần thoại Hy Lạp. Nó có kích thước mặt cắt ước tính là 123 km và chu kỳ quay quanh trục là 14,8 giờ.